# Большая Лубянка
Больша́я Лубя́нка (до середины XIX века — часть улицы Сретенки, ныне её прямое продолжение, в 1926—1990 годах — у́лица Дзержи́нского) — улица в Центральном административном округе города Москвы. Проходит от Лубянской площади до площади Сретенские ворота. Нумерация домов ведётся от Лубянской площади.

## Описание
Улица Большая Лубянка идёт с юго-запада на северо-восток; проходит по правой стороне площади Воровского. За площадью Сретенские Ворота её продолжением является улица Сретенка. Служит началом северо-восточного транспортного луча, который за Большой Лубянкой и Сретенкой формируют Проспект Мира и Ярославское шоссе. Неподалёку от своего начала Большая Лубянка проходит через площадь Воровского, где на неё выходят Кузнецкий Мост и Фуркасовский переулок. Также на улицу выходят Варсонофьевский и Большой Кисельный переулки (с нечётной стороны) и Сретенский переулок (с чётной).

## Происхождение названия
Название Лубянка впервые упомянуто в летописи в 1480 году, оно дано в честь района Новгорода — Лубяниц, после того как Иван III приказал новгородцам, выселенным в Москву после падения республики, селиться в районе нынешней Лубянской площади. Также существуют версии о происхождении названия от местности, на которой снимали с деревьев лубок или лубинку, от военных принадлежностей, существовавших под именем лубы, которые выделывались в этой местности, или от лубяных щитов, употреблявшихся в старину при пожарах. Тогда же образовалась и улица, ведущая в северо-восточном направлении от площади; однако долгое время вся улица от Лубянской до Сухаревской площади называлась Сретенкой по древнему Сретенскому монастырю, который находился на этой улице.
В середине XIX века Сретенка была разделена на две части, часть от Бульварного кольца до Сухаревской площади сохранила имя Сретенка, а часть от центра до Бульварного кольца, где и расположен Сретенский монастырь, получила имя Большая Лубянка. В 1926 году улица была переименована в честь Феликса Эдмундовича Дзержинского, в 1990 году — возвращено историческое название.

## История
Улица сложилась на пути из Москвы в Троице-Сергиев монастырь, началом которого она служила. В XVI—XVII веках здесь (тогда ещё на Сретенке) жили торговцы и ремесленники, в XVIII веке здесь начали возводиться и палаты знати. Пожар 1812 года не затронул улицу. В XIX веке она начала приобретать торгово-деловой облик, вместо прежних домишек здесь было возведено множество высоких каменных домов, но, как правило, строгого и скромного облика.

## Примечательные здания и сооружения
По нечётной стороне:
- № 5/21 — Бывший доходный дом Первого Российского страхового общества. Построен в 1905 году по проекту архитекторов Л. Н. Бенуа и А. И. Гунста. В советское время там размещался Наркоминдел, затем МИД СССР. Дом господствует над площадью Воровского, образовавшейся после сноса в 1926 году Введенской церкви, стоявшей на этом месте. Во дворе здания — памятник советскому дипломату В. В. Воровскому (скульптор М. И. Кац, 1924 г.)
- № 7 — На этом месте располагались купеческие палаты, в конце XIX века преобразованные в гостиницу «Билло». Снесены в 70-х годах XX века, на их месте выстроен административный корпус. В глубине левой части участка сохранились двухэтажные бывшие палаты Хованских конца XVII века.
- № 11 — Бывший доходный дом страхового общества «Якорь». Здание построено в 1826 году богатым купцом Лухмановым, в числе прочего здесь располагалась богатая коллекция исторических раритетов, принадлежавшая ему. В 1879 году здание перестроено по проекту архитектора А. Е. Вебера. В 1918 году было передано ВЧК, в частности там находился кабинет Дзержинского. Здание является объектом культурного наследия федерального значения[4].
- № 13 — Бывший доходный дом Трындиных, в котором располагался магазин и фабрика фирмы «Е. С. Трындина С-вей», старейшей в России фирмы, производившей оптические, физические, геодезические приборы, учебно-наглядные пособия и медицинские инструменты[5]. Построен в 1884 году по проекту архитектора А. Е. Вебера. В 1902 году здание было надстроено, в нём была организована обсерватория, которая до нашего времени не сохранилась. Здесь в 1920-е происходили встречи общества астронавтики, членами которого были ученые К. Э. Циолковский, Ф. А. Цандер, Я. И. Перельман[6]. Здание отнесено к категории объектов культурного наследия регионального значения[4].
- № 15/17 — Городская усадьба И. М. и А. И. Затрапезных — Доходное владение Н. Т. Подрезова-Тихонова — И. С. Романова (до 1760; 1887, архитектор А. С. Каминский; переделка фасадов в 1912 году по проекту архитектора А. С. Гребенщикова; 1914—1915, надстройка тремя этажами, полная перелицовка, архитектор А. А. Остроградский), ценный градоформирующий объект[4]
- № 17 — 19, строение 2 — Сретенский монастырь, основанный в 1395 году. Центральный пятиглавый собор монастыря построен в 1679 году.
  - № 17, строение 1 — Доходный дом на южном хозяйственном дворе (1876, в основе южного крыла — объём дома 1-й трети XIX в), объект культурного наследия регионального значения[4].
  - № 19, строение 3 — Школьное здание (1952, архитектор Н. И. Морозова)[4]
  - № 19, строение 4 — Служебная постройка Сретенского монастыря — административное здание (1897—1899, 1910-е, 1930-е), ценный градоформирующий объект[4]
  - № 19, строение 5 — Жилой дом Сретенского монастыря (1897—1899), ценный градоформирующий объект[4]
- № 21, строение 1 — Доходный дом Сретенского монастыря (1913, архитектор Н. А. Гондагсазян), ценный градоформирующий объект[4].
- № 23/22 — Городская усадьба И. П. Тютина — Доходное владение Е. З. Мелас — С. И. Малюшина. Главный дом и флигель — доходный дом (1780-е, 1824—1839, 1894—1896, архитектор М. А. Арсеньев)

По чётной стороне:
- № 2 — Здание, которое ныне занимает ФСБ России, построено в 1898 году архитектором А. В. Ивановым. Выходит на Большую Лубянку боковым торцом. Благодаря этому зданию слово Лубянка приобрело известность и стало нарицательным. Первоначально принадлежало Российскому страховому обществу, сдавалось им под квартиры и торговые помещения. В 1919 году оно было отдано Центральному аппарату ВЧК и переходило всем его преемникам — НКВД, ГПУ, КГБ и ФСБ. В 30-х годах реконструировано по проекту А. В. Щусева. Угловая скруглённая часть построена в 1928—1933 годах по проекту А. Я. Лангмана и И. Безрукова[7].
- № 12 — Дом общества «Динамо». Здание построено в 1931 году архитекторами И. А. Фоминым и А. Я. Лангманом как жилой дом спортивного общества «Динамо», впоследствии перешло к НКВД-ГПУ. На первом этаже дома работал спортивный магазин «Динамо», который в 1940 году перевели во вновь построенный дом на 1-й Тверской-Ямской улице (№ 11), так же принадлежавший НКВД, а вместо него в здании открылся гастроном № 40[8]. Ныне здание принадлежит ФСБ, на первом этаже — «гастроном Центральный» сети Седьмой континент[Комм 1].
- № 14 — барочная усадьба Орлова-Денисова середины XVIII века. Перестройка дома — Архитектор Ф.Кампорези. Резко контрастирует по архитектуре с окружающими домами. В 1812 году принадлежала графу Ф. В. Ростопчину — главнокомандующему Москвы. Усадьба описана Л. Н. Толстым в романе Война и мир. В настоящее время на реконструкции.
- № 16 — Ансамбль Подворья Макарьевского Желтоводского монастыря XVII — начала XX вв.[4]
  - № 16, строение 1 — Доходный дом с магазинами (1879, архитектор Г. С. Грачёв), выявленный объект культурного наследия[4]
  - № 16, строение 2 — Доходный дом с рестораном (1908, архитектор А. Н. Новиков), выявленный объект культурного наследия[4]
  - № 16, строение 3 — Палаты подворья Макарьевского Желтоводского монастыря (конец XVII — начало XVIII вв.), выявленный объект культурного наследия[4]
- № 16/4 по Малой Лубянке — Доходный дом Е. П. Рогаль-Ивановской — Российского общества страхования капиталов и доходов (1874, архитектор А. Л. Обер; 1904, В. В. Шауб; 1910-е; 1990-е), ценный градоформирующий объект. На пятом этаже здания находился художественный отдел Российского телеграгентства (Роста), где В. В. Маяковский и М. М. Черемных выпускали «Окна Сатиры Роста»[4].
- № 18, строение 2 — Дом Шиловских
- № 18, строение 3а — Доходный дом Московского Ивановского женского монастыря (1914, гражданский инженер А. С. Гребенщиков), ценный градоформирующий объект[4]
- № 20 — управление ФСБ по Москве и Московской области.
- № 22 — дом начала XIX века. В 1920-е годы в нём жил писатель-сатирик И. Ильф, где работал над романом «Двенадцать стульев». (не сохранился, снесён в 2002)
- № 22/1/13 — Дом доходный с магазинами М. Нольчини — административное здание Правления Московского торгово-строительного акционерного общества (1900, архитектор С. В. Шервуд; 1970-е)[9], ценный градоформирующий объект[4]
- № 24/15, строение 1 — доходный дом и городская усадьба архитектора В. И. Чагина, 1902—1907 г. Перестроена из особняка Ф. Э. Сиверса (1892, арх. И. Г. Кондратенко), объект культурного наследия регионального значения[4]
- № 24/15, строение 5, 5а — Городская усадьба И. Каризны — Доходное владение Ф. Ф. Сиверса (1884, архитектор Б. В. Фрейденберг; 1897, архитектор В. И. Шене; нач. XX в), ценный градоформирующий объект[4]
- № 26/17 — Городская усадьба Е. Б. Ракитиной — В. П. Голицына — Доходное владение Е. П. и П. Л. Карлони — Московского Земельного банка (середина XVIII в.; 1856; 1866; 1880, архитектор С. А. Елагин; 1890, архитектор С. С. Эйбушиц; 2003)[4]
- № 28 — дом художника В. В. Пукирева (не сохранился, снесён в 2002—2003 гг.)
- № 30/2, строение 1 — Жилой дом — доходный дом (1778; 1872; 1893—1894, архитектор Л. А. Херсонский; 1990-е гг.), ценный градоформирующий объект[4]

## Транспорт
Метро Лубянка имеет один из выходов на начало улицы Большая Лубянка. Движение автомобильного транспорта по Большой Лубянке одностороннее, в направлении от центра, а общественного транспорта — двустороннее. По улице проходят электробусы м2, м9, н9.

## Комментарии
1. ↑  На этом месте ранее находились владения князя Дмитрия Михайловича Пожарского: дом 3-й московской гимназии, дом Шипова и дом Макарьевского монастыря. В котором из них было жилище князя достоверно неизвестно. Максимович в «Биографических сведениях о кн. Д. М. Пожарском» указывал: 

Дом его был на Лубянской улице, в приходе Введения во храм Пресвятые Девы, тут, где ныне подворье Макарьевского Желтоводского монастыря и два ближайшие, прикосновенные к оному, большие дома по улице до переулка, ведущего на МясницкуюПосле смерти Д. М. Пожарского имение было разделено между его двумя сыновьями, Пётром и Иваном, и второй супругой Феодорой Андреевной, которой достался дом на углу с Фуркасовским переулком. Этот дом перешёл потом к её племяннику, князю Василию Андреевичу Голицыну с братьями. Один из потомков Голицыных продал дом Бородиной, от которой он перешёл по духовному завещанию к Гиппиус, продавшей его в 1855 году 3-й московской гимназии.